# コロムィーヤ
- コロムィーヤ
- コロミア
- コロミヤ

コロムィーヤ（ウクライナ語: Коломия）もしくはコロミア、コロミヤは、ウクライナ西部のイヴァーノ＝フランキーウシク州に位置する都市である。

## 名称
コロムィーヤがいつ、どのようにして誕生したのか、その創始者は誰なのか、都市名の由来はどこかという疑問に対して、歴史家の間でもいまだに一致した答えが得られていない。初めて19世紀に表明さた説によるとコロムィーヤは、1214年にガリシア王とハンガリー王子カールマーンを記念して創設された。別の説によって都市名はプルート川の名前に由来する。昔、プルートは「ムィイ」と呼ばれていたため、都市は「コロ・ムィヤ」、つまりプルートの丸と呼ばれていた。ウクライナの地理学者ミコラ・ヤンコによれば、これらの説は説得力に欠けるという。

## 歴史
コロムィーヤについての最初の言及は13世紀半ば(1240年)に遡り、ガリシア・ヴォリン年代記に記載されている。
司祭ドブロスラフ・スディチの孫であるガリシアのボヤール寡頭政治家は、「ウルジニク」の維持のために都市を保持していたダニロ・ロマノヴィチ王子とその弟ヴァスィーリコ・ロマーノヴィチの許可なしに、コロムィーヤをラゾール・ドマジリッチとイヴォル・モリボジチに「臭い家族だ」と与えた。
1405年10月、ヴァディスワフ2世王は、都市を隆起させて人口を増やすことを目的として、リヴィウのブルガー、ニコラウス・フライステーターと、長い間コロムィーヤに属していたマティヨフツェ村(ポーランド語: Matyjowce)を与えた。

### オーストリア=ハンガリー帝国の支配下
19世紀から20世紀初頭にかけて、オーストリアの統治下で、ガリシアでは資本主義関係が勢いづいた。株式会社と私営企業、最初の地元鉱山、トラキアおよびレンガ産業が1866年に登場した。リヴィウとチェルニウツィー間の鉄道がコロムィーヤ駅を接続した。オーストリア＝ハンガリー帝国の鉄道網と、1886年にコロムィーヤは郊外の村と鉄道で結ばれていた。
この時期に特に重要だったのは、コロムィーヤのインテリ層の文化的成果と、地元のウクライナ人による国家愛国的な政治的自己組織化の最初の試みであった。この試みは、1848年のオーストリアでの革命的出来事、つまりコロムィーヤでの最初のガリシア劇場等が作られていた。
1918年3月3日、ウクライナ人民共和国政府の行動を支持して「国家権と平和の祝日」が市内で開催され、約32万人が参加した。

### 西ウクライナ人民共和国
1918年11月1日、西ウクライナ人民和国が宣言された。11月1日の夜、ウクライナ軍事委員会がコロムィーヤで権力を掌握した。コロムィーヤ地区にウクライナ国家の権限が設立された。その後、数百人のコロムィーヤ人がウクライナ・ガリシア軍に志願した。
1919年4月29日にウクライナ国家海軍の創立記念日がコロムィーヤで初めて祝われた。ウクライナ人民共和国海軍歩兵連隊に旧オーストリア＝ハンガリー帝国のアドリア海艦隊の水兵が配属されていた。ガブリル・ニコグダ大佐指揮下の海軍連隊も祝賀会に参加した。

### ポーランドの支配下
1919年5月15日、10万人を超えるポーランド軍がウクライナ戦線を突破し、5月24日にはコロムィーヤがルーマニア軍に占領された。 1919年8月に国境協定の一環として、ルーマニアは占領していたガリツィアの土地をポーランドに譲渡し、コロムィーヤにポーランド当局が設立された。1919年から1939年にかけて、コロムィーヤはリヴィウに次ぐガリツィアの文化的および社会生活の中心地となった。

### 第二次世界大戦
1939年9月18日にソ連の第23戦車旅団が都市を占領し、第24、第2、第5歩兵師団のポーランド人兵士10万人が武装解除された。ソ連の占領力が都市に確立された。

### ソ連の時代
ソ連最高会議選挙の前夜、1946年2月2日に、コロムィーヤで70人以上が逮捕された。1946年にソビエト当局によって粛清された東方典礼カトリック教会の聖職者たちは迫害を受けた。重労働に送られたり、正教会への改宗を強制されたりした。1947年まで、コロムィーヤの教会の建物は一つの以外はすべて閉鎖され、改装または再建されて他の目的に使用された。
1951年にレーニンの記念碑がコロムィーヤ市場広場に建てられた。
コロムィーヤにおける大規模な住宅建設は1960年代に始まった。
ソ連末期のいわゆるペレストロイカの時期に、コロムィーヤではウクライナの国家復興が開始した。1990年8月17日にレーニンの記念碑は解体され、解体中にユダヤ人墓地の墓石が記念碑の台座から発見された。

### 独立ウクライナ
2009年にウクライナの「Fokus」雑誌によるとコロムィーヤが「ウクライナの一番安全な都市」として定まれていた。

## 人口

### 民族
歴史的な人口統計学データによるコロムィーヤ住民の民族:
|              | 1959   | 1989   | 2001   |
| ウクライナ人 | 72,2 % | 86,5 % | 92,4 % |
| ロシア人     | 18,8 % | 11,0 % | 5,0 %  |
| ポーランド人 | 4,2 %  | 0,9 %  | 0,5 %  |
| ベラルーシ人 | 1,9 %  | 0,5 %  | 0,3 %  |
| ユダヤ人     | 3,2 %  | 0,6 %  | 0,1 %  |

2001年の人口統計学データによるコロムィーヤ住民の民族:
| 民族         | 人口  | パーセンテージ |
| ------------ | ----- | -------------- |
| ウクライナ人 | 56749 | 92,35 %        |
| ロシア人     | 3078  | 5,01 %         |
| ポーランド人 | 301   | 0,49 %         |
| ベラルーシ人 | 179   | 0,29 %         |
| モルドバ人   | 61    | 0,10 %         |
| その他       | 1080  | 1,76 %         |

### 言語
2001年の人口統計学データによるコロムィーヤ住民の母語:
| 言語         | 人口  | パーセンテージ |
| ------------ | ----- | -------------- |
| ウクライナ語 | 57214 | 93,11 %        |
| ロシア語     | 3075  | 5,00 %         |
| ポーランド語 | 89    | 0,14 %         |
| ベラルーシ語 | 82    | 0,13 %         |
| モルドバ語   | 45    | 0,07 %         |
| その他       | 943   | 1,53 %         |

## 文化

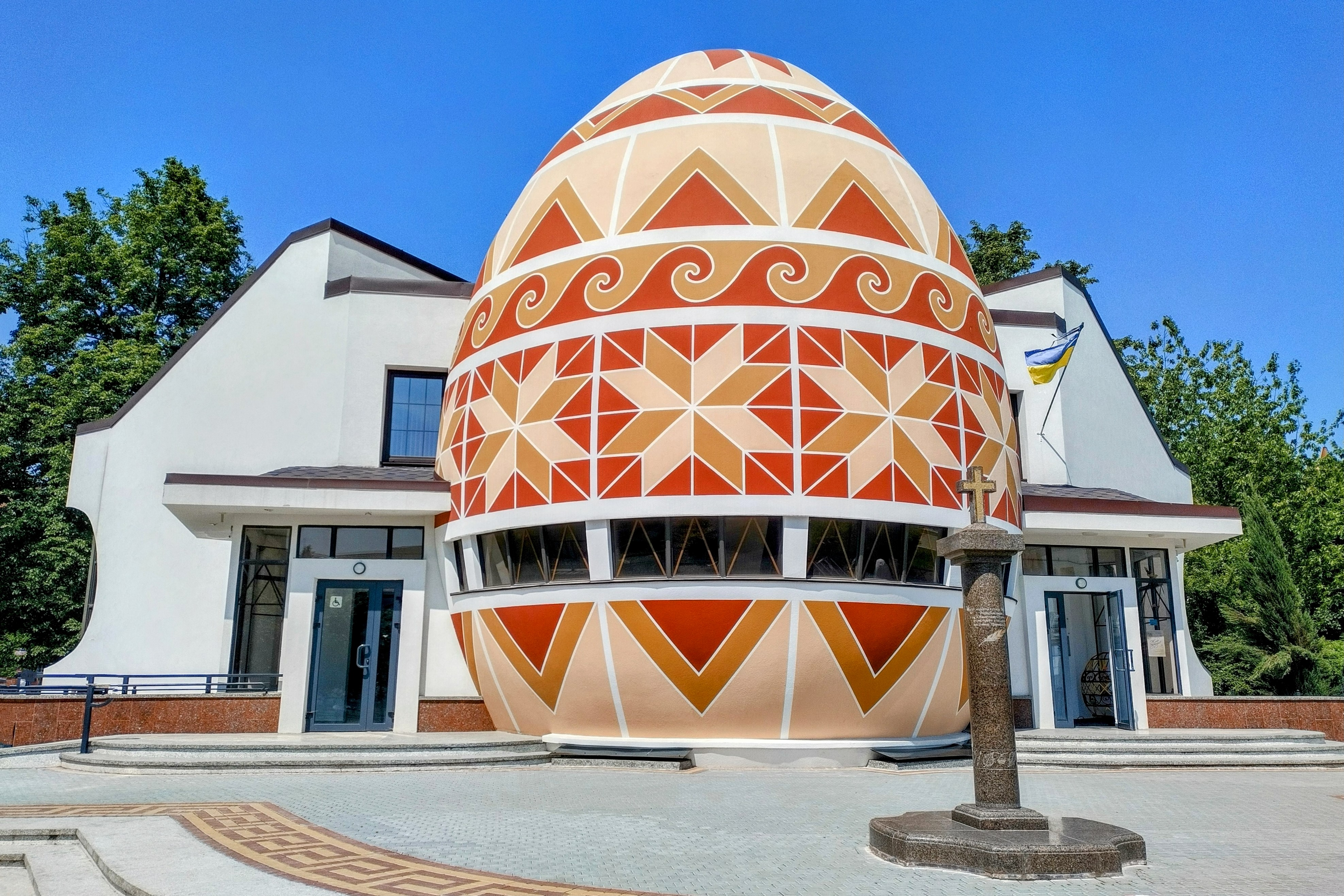
イースター・エッグ美術館

コロムィーヤの名は、コロミイカという踊りと、コロミイカとも呼ばれる短い歌に由来している。
コロムィーヤにはイースター・エッグ美術館がある。

### 教会
コロムィーヤにはいくつかの教会が位置する。

コロムィーヤの教会
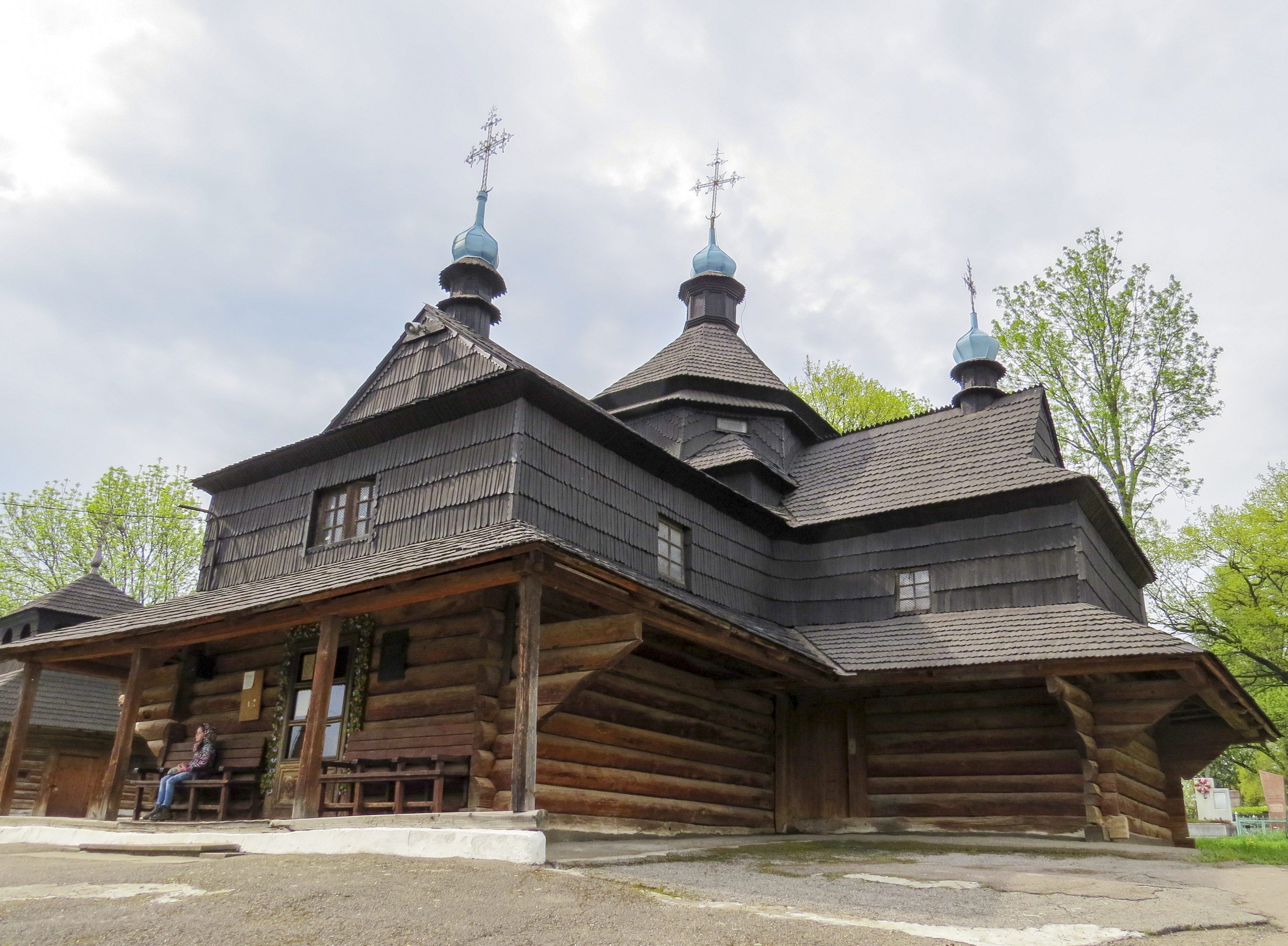
聖母マリアの受胎告知教会
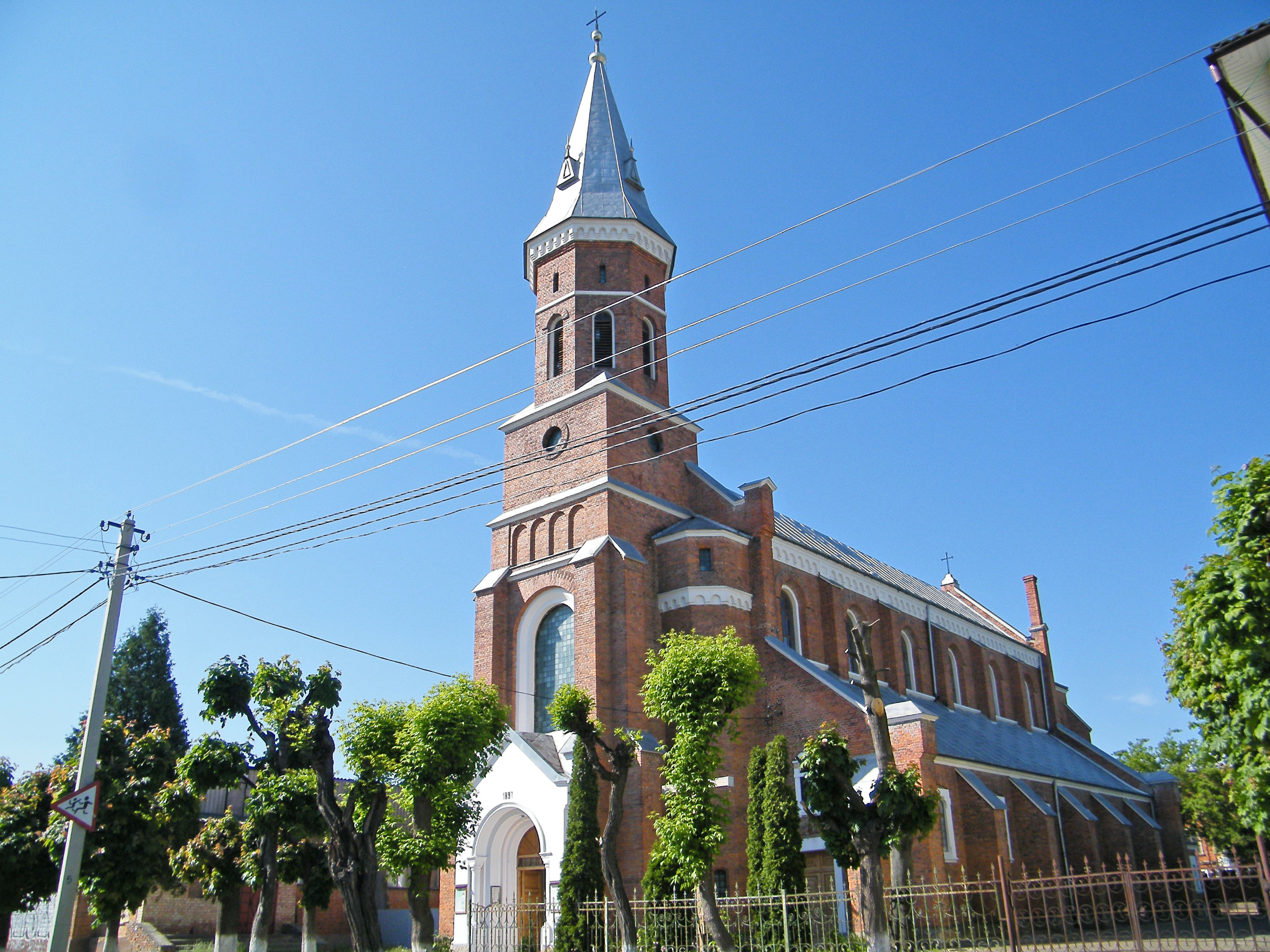
イグナチオ・ロヨラ教会
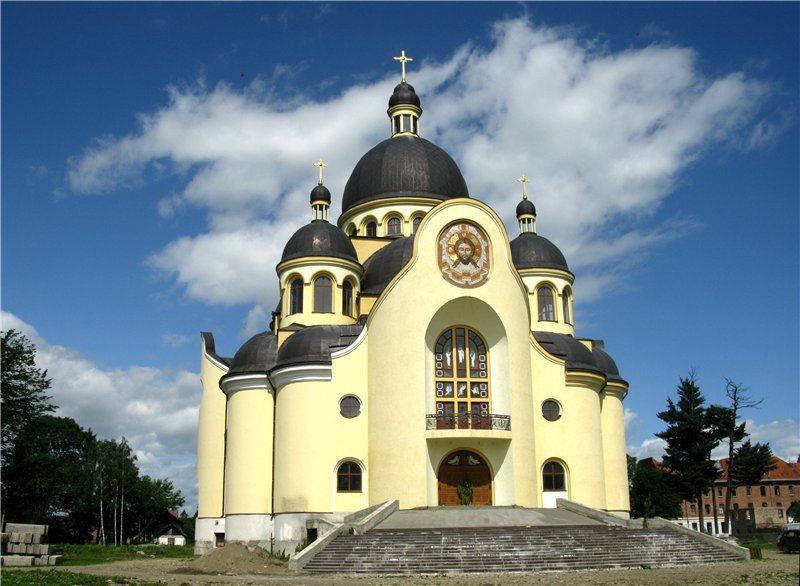
コロムィーヤ変容大聖堂
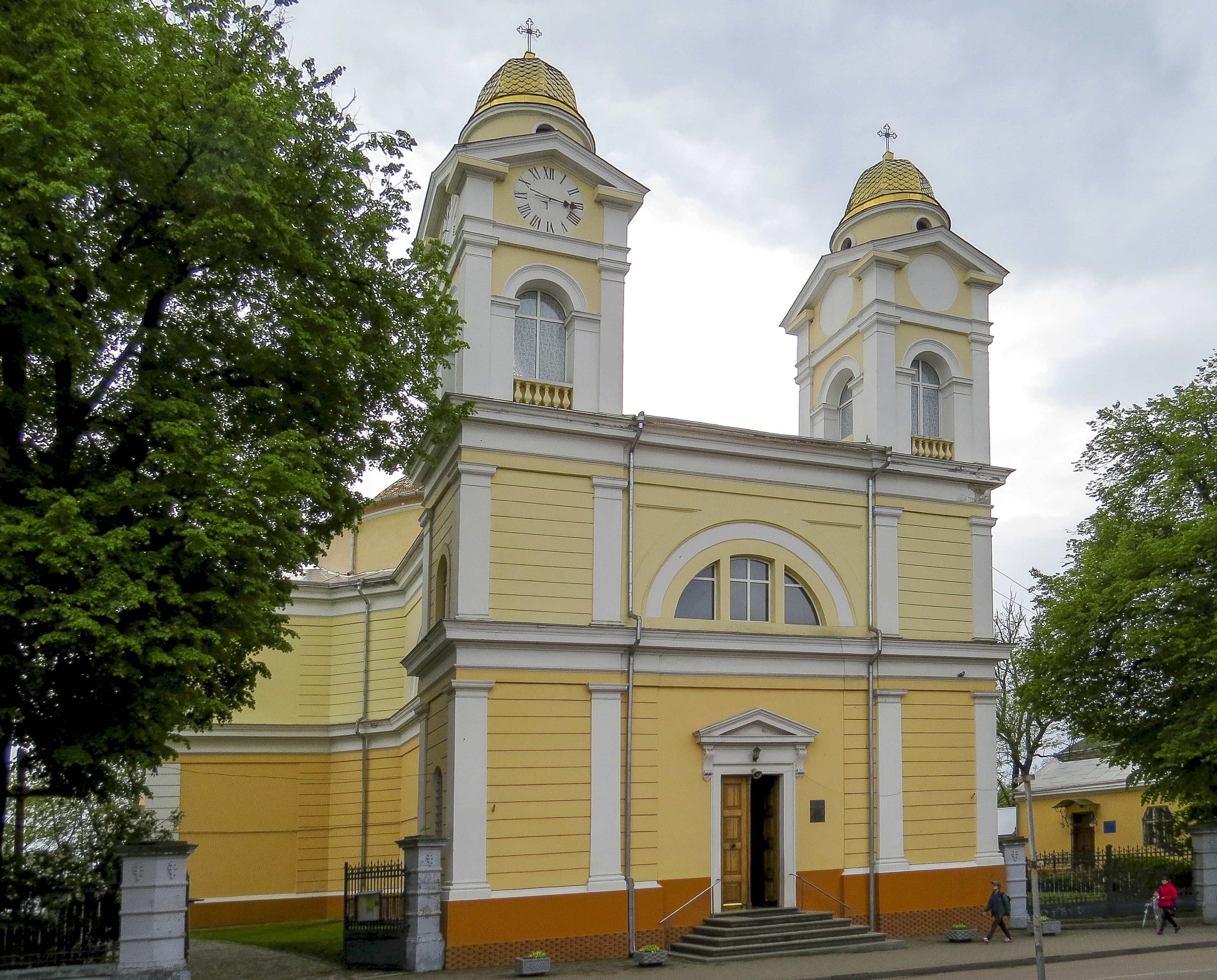
聖大天使ムィハイーラ教会
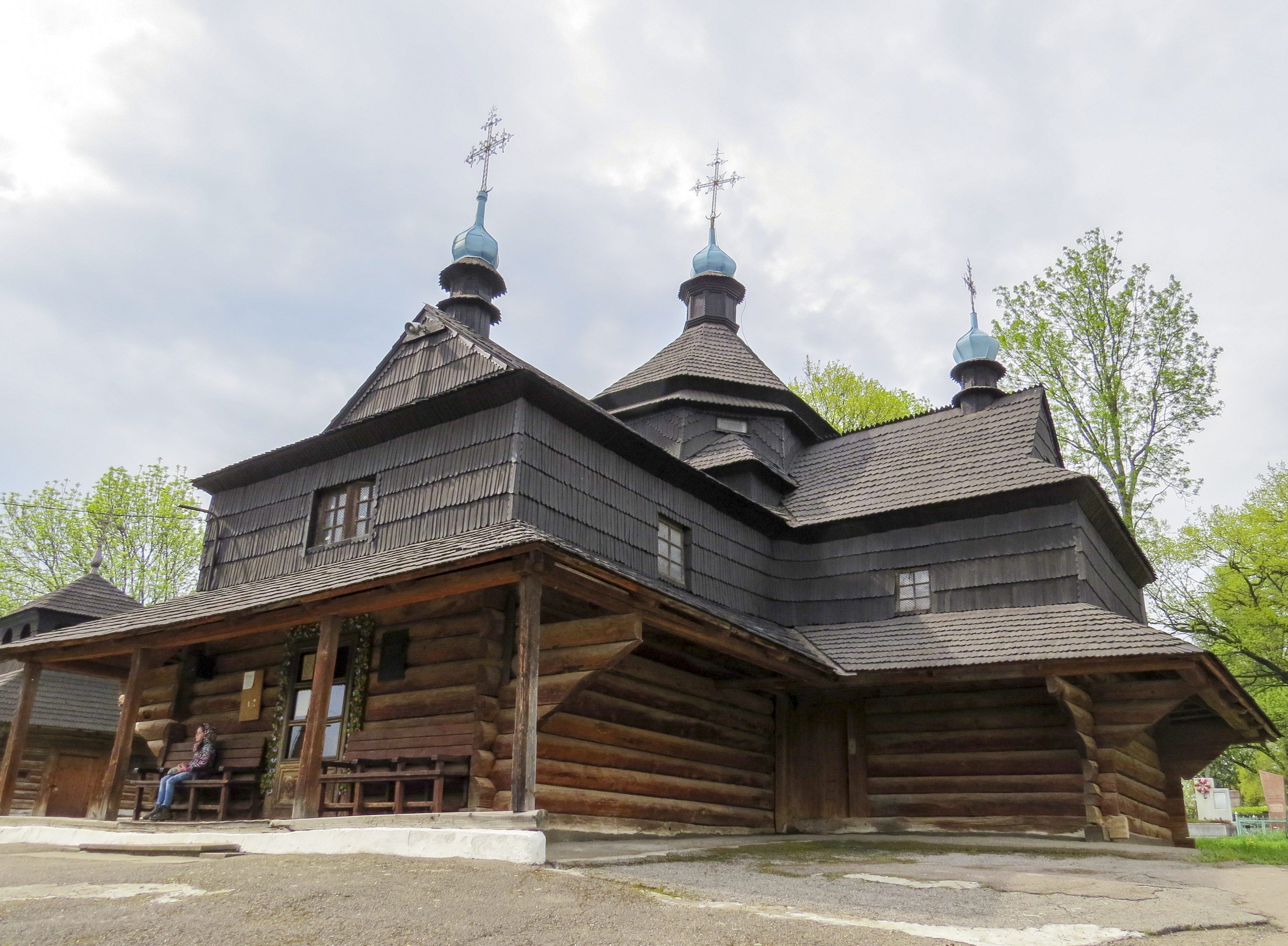
聖母マリアの受胎告知教会

## 教育
1892年にコロムィーヤウクライナギムナジウムが開設された。2025年現在コロムィーヤには、中等学校が11校、幼稚園が11園、そして孤児院が1つある。

## 姉妹都市
- ウクライナ
  - マリウポリ
  - ムカチェヴォ

- ドイツ: インゲルハイム・アム・ライン
- スペイン: バレンシア

## コロムィーヤ出身の人物
- レーオポルト・フォン・ザッハー — オーストリアの貴族で小説家、マゾヒズムの名前の由来。
- ヴァシル・ステパニック — ウクライナの作家と政治家。